# Good Girl (1ª temporada)
Good Girl: Who Robbed The Station (hangul: 굿걸 : 누가 방송국을 털었나), simplesmente conhecido como Good Girl, é um programa de televisão que foi ao ar nas quinta-feiras às 23:00 (KST) na Mnet de 14 de maio de 2020 à 2 de julho de 2020.

## Visão geral
Artistas populares de hip-hop e R&B da Coreia do Sul se reúnem para competir em equipe contra outros músicos sul-coreanos e ganhar um prêmio em dinheiro.

## Elenco
- Ailee
- Cheetah
- Hyoyeon (Girls' Generation)
- Jamie
- Jeon Ji-woo (KARD)
- Lee Young-ji
- Queen Wasabii
- Sleeq
- Jang Ye-eun (CLC)
- Yunhway

## Discografia

### EPs
| Título              | Detalhes do álbum                                                         |
| ------------------- | ------------------------------------------------------------------------- |
| Good Girl Episode 1 | - Lançamento: 5 de junho de 2020 - Gravadora: CJ E&M - Formatos: Digital  |
| Good Girl Episode 2 | - Lançamento: 12 de junho de 2020 - Gravadora: CJ E&M - Formatos: Digital |
| Good Girl Episode 3 | - Lançamento: 19 de junho de 2020 - Gravadora: CJ E&M - Formatos: Digital |
| Good Girl Episode 4 | - Lançamento: 26 de junho de 2020 - Gravadora: CJ E&M - Formatos: Digital |
| Good Girl FINAL     | - Lançamento: 3 de julho de 2020 - Gravadora: CJ E&M - Formatos: Digital  |

## Audiência
| Episódio | Data de transmissão | Pesquisa de Mídia AGB Nielsen |
| -------- | ------------------- | ----------------------------- |
| 1        | 14 de maio de 2020  | 0.4%                          |
| 2        | 21 de maio de 2020  | 0.3%                          |
| 3        | 28 de maio de 2020  | 0.3%                          |
| 4        | 4 de junho de 2020  | 0.3%                          |
| 5        | 11 de junho de 2020 | 0.3%                          |
| 6        | 18 de junho de 2020 | 0.3%                          |
| 7        | 25 de junho de 2020 | 0.4%                          |
| 8        | 2 de julho de 2020  | 0.3%                          |